# Veterans Day (album de MC Eiht)
Albums de MC Eiht
Smoke in tha City
(2004) Affiliated
(2006)
Veterans Day est le dixième album studio de MC Eiht, sorti le 28 septembre 2004.
L'album s'est classé 70e au Top R&B/Hip-Hop Albums.

## Liste des titres
| No  | Titre                                | Contient un (des) sample(s) de                                                              | Durée |
| --- | ------------------------------------ | ------------------------------------------------------------------------------------------- | ----- |
| 1.  | Vets Day Intro                       |                                                                                             | 1:32  |
| 2.  | Streets Don't Love U                 | I'm Gonna Love You Just a Little More Baby de Barry White The Big Bang Theory de Parliament | 4:23  |
| 3.  | It's Alright                         |                                                                                             | 4:11  |
| 4.  | Pink Is 4 Honeys                     |                                                                                             | 0:33  |
| 5.  | U Know Why (featuring Tha Chill)     |                                                                                             | 3:48  |
| 6.  | Gangsta Smash                        |                                                                                             | 3:38  |
| 7.  | Wrong Attire                         |                                                                                             | 0:46  |
| 8.  | Living Like G'staz                   |                                                                                             | 4:35  |
| 9.  | Some of These Thugs                  |                                                                                             | 4:13  |
| 10. | We Heated                            |                                                                                             | 1:33  |
| 11. | Somebody (featuring Tha Chill)       | Good High de Brick                                                                          | 3:44  |
| 12. | We Made It '04 (featuring Tha Chill) | Richard Pryor Dialogue de Richard Pryor                                                     | 4:17  |
| 13. | Bac in Town                          |                                                                                             | 3:25  |
| 14. | Wavin the Pistol                     |                                                                                             | 4:23  |
| 15. | Get Yo Grind On                      |                                                                                             | 3:33  |
| 16. | Nobody Beat Us                       | Ike's Mood I d'Isaac Hayes                                                                  | 3:42  |